# あべ十全
あべ 十全（あべ じゅうぜん、1950年6月15日 - ）は、日本のローカルタレント、歌手、政治家。秋田県由利本荘市議会議員（2期）。ボランティアサークル「ビーンズ会」会長。 

## 人物
本名は阿部 十全（読み同じ、政治家としては本名名義）。秋田県本荘市（現：由利本荘市）出身（生まれは旧由利郡東由利町）。1973年、フォークグループ『田吾作』としてデビュー。『田吾作音頭』がヒットした。1987年10月15日から2017年9月18日まで、秋田放送の人気ラジオ番組『歌謡曲ふれあいリクエスト』に出演、親近感のある秋田弁トークが人気を博す。
2017年10月22日に由利本荘市議会議員選挙に当選。2021年10月17日の市議選にも再選。
妻との間に2女1男。

## 過去の担当番組
NHK秋田FM
- FMリクエストアワー[1]

秋田放送ラジオ
- これはkikiますビタミンラジオ
- 歌謡曲ふれあいリクエスト

エフエム秋田
- 十全のナゼか歌謡日[1]
- 十全、愛ちゃん歌謡リクエスト
- (金)(まるきん)リクエストアワー

エフエム椿台
- あべ十全のラズオマーケット月金

## 著書
- 十全の魚ォ竿ォひとり旅 北米・豪・ニュージーランドつり紀行（無明舎出版、1984年）
- 十全のぐにゃぐにゃ回遊記（萌芽舎、2008年）